# Stokrooie
Stokrooie is een deelgemeente van Hasselt in de Belgische provincie Limburg, het was een zelfstandige gemeente tot aan de gemeentelijke herindeling van 1971.

## Beschrijving
De voormalige gemeente fuseerde eerder met Kuringen in 1971. Het dorp ligt aan de Demer. Het ligt tegenwoordig geklemd tussen de E313 en het Albertkanaal. In de noord-zuidrichting wordt het dorpje doorsneden door de N729.

## Etymologie
Stokrooie werd in 1154 voor het eerst schriftelijk vermeld als Stocherode. Dit is afgeleid van het Germaanse stukka (stok) en roya (gerooid bos).

## Geschiedenis
In het feodale tijdperk maakte Stokrooie deel uit van het Land van Vogelsanck. In Kuringen bestond een kapel die afhankelijk was van de parochie van Kuringen. Het patronaatsrecht berustte bij de Heren van Vogelsanck en het tiendrecht vanaf 1218 bij de Abdij van Herkenrode. In 1846 werd Stokrooie een zelfstandige parochie.
In hetzelfde jaar werd Stokrooie bij wet van 31 maart 1846 ook een zelfstandige gemeente. In 1971 werd de gemeente bij Kuringen gevoegd. In 1977 werd Stokrooie een deelgemeente van Hasselt.
De aanleg van het Albertkanaal (1930-1939), direct ten noorden van de kom, was een ingrijpende gebeurtenis, onder meer leidend tot de aanleg van nieuwe wegen en een drastische verandering van het stratenpatroon. Op een enkele vakwerkboerderij na, werd de oorspronkelijke bebouwing vrijwel geheel vervangen door nieuwbouw.

## Demografische ontwikkeling
- Bronnen:NIS, Opm:1831 tot en met 1970=volkstellingen

## Bezienswaardigheden

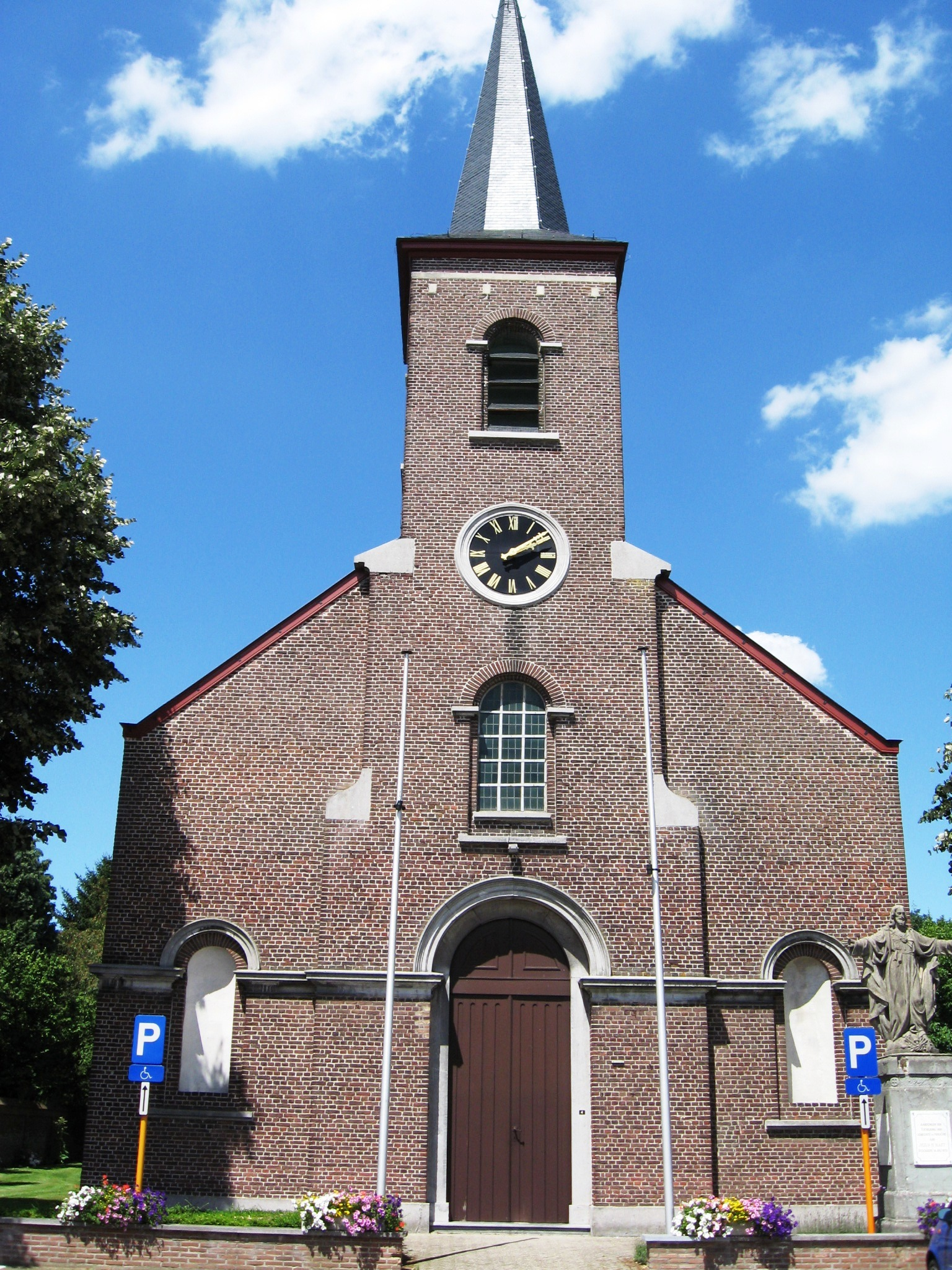
De Sint-Amanduskerk

- De Sint-Amanduskerk is een neoclassicistisch bouwwerk uit 1853.
- In de Sint-Amandskerk bevinden zich vier van de acht monumentale schilderijen, afkomstig uit de Abdij van Herkenrode, De deugdzame vrouwen van de beroemde Luikse renaissancekunstenaar Lambert Lombard, uit de 16de eeuw. Zij behoren tot de topstukken opgenomen in de lijst van het beschermde culturele erfgoed van de Vlaamse Gemeenschap.  De vier andere bevinden zich in het museum Grand Curtius in Luik; allen werden in 2006 gerestaureerd en toen tijdelijk in Luik tentoongesteld.
- Kapel Onze-Lieve-Vrouw-van-Altijddurende-Bijstand,  gelegen in het bos aan de Goorstraat.
- Aan Kuilbergstraat 1 bevindt zich het Olmenhof van 1743, een voormalige abdijhoeve van Herkenrode.
- Aan Olmenbosstraat 25 bevindt zich een 1,5 ha groot lavendelveld. Dit project werd gestart in 2001 en omvat naast het lavendelveld ook diverse tuinen. Er worden in de hoeve lavendelproducten vervaardigd en verkocht.
- Aan de Beuzestraat in het westen van de deelgemeente bevinden zich de Romantische tuinen van Dina Deferm.

## Natuur en landschap
Stokrooie ligt in de Kempen ten noorden van de Demer. Ten noorden van de kom ligt het Albertkanaal. Aan de overzijde van dit kanaal bevindt zich het natuurgebied Kolberg en het Vijvergebied Midden-Limburg. Direct ten zuiden van Stokrooie ligt het domein van de Abdij van Herkenrode. Aan de meest westelijke kant van Stokrooie, bevindt zich het natuurgebied de Groene Delle.

## Sport en recreatie
Het voetbalelftal is Victoria VV Stokrooie.

## Politiek
- Lijst van burgemeesters van Stokrooie

## Nabijgelegen kernen
Bolderberg, Kuringen, Kermt, Tiewinkel